# Ушаково (Каменский сельсовет)
Ушаково — деревня в Богородском районе Нижегородской области. Входит в состав Каменского сельсовета.

## География
Находится в 18 км от Богородска и в 29 км от Нижнего Новгорода.

## История
В «Списке населенных мест» Нижегородской губернии по данным за 1859 год значится как владельческая деревня близ реки Кудьмы в 25 верстах от Нижнего Новгорода. В деревне насчитывалось 42 двора и проживал 231 человек (114 мужчин и 117 женщин).

## Население
| 1999 | 2002 | 2010 |
| ---- | ---- | ---- |
| 18   | ↗20  | ↘13  |

Национальный состав
Согласно результатам переписи 2002 года, в национальной структуре населения русские составляли 95 % из 20 человек..